# 필리니 문화
필리니 문화(Piliny culture, 슬로바키아어: Pilinská kultura)는 청동기 시대 중기나 초기의 고고학 문화로, 파울 라이네케 연대계의 BB1에서 HA1 등급으로, 남동부 쓰레기 밭의 복잡한 문화의 오래된 단계의 일부이다. 그것은 주로 헝가리 중부 포티시 지역과 헝가리 북부, 슬로바키아 중부와 슬로바키아 동부의 서쪽, 폴란드 노비송치에서 발견되었다. 필리니 문화는 원시적인 지평선의 오스만 문화를 따르고 결국에는 남동부 쓰레기 밭의 복합체의 젊은 단계에 속하는 키야티츠카 문화(Kyjatická)로 변한다. 그것은 서쪽과 남쪽으로 카르파츠카 모힐로바 문화(Karpatská mohylová), 동쪽으로는 수시우 데 수스 문화(Suciu de Sus)와 접해 있다.

## 특징
청동 야금술은 문화 환경에서 중요한 위치를 차지했다. 청동 산업은 풍부하고, 주변 환경에 큰 영향을 미쳤으며 현지 장인들은 슬로바키아 광석 산맥, 헝가리 북부 및 스피시 (Spiš)의 현지 출처에서 구리 원료를 가공했다. 야금 생산의 중요성은 이 문화의 특징인 청동 창고의 발생률 증가와 관련이 있다.
이 문화의 매장 의식은 전적으로 화장이며, 고인의 유골은 그릇이나 돌로 덮은 항아리에 보관했고, 예외적으로 유골은 구덩이에 보관하는 경우도 있었다. 남동부 쓰레기 밭 단지의 특별한 특징은 돌 매장지의 발생으로 필리니 문화의 환경에서 점차적으로 확립되었다. 문화의 가장 오래된 단계에 속하는 무덤에는 그 위에 고분이 쌓여있었다.

## 유적지
- 라드조브체 (Radzovce)

이 문화에 대한 지식의 중요한 원천은 라드조브체의 고고학 유적지이다. 그것은 전성기에 약 20개가 있었던 주택의 돌 기초와 야금술의 증거, 그리고 1300 개가 넘는 무덤이있는 모노시 (Monosy)의 위치에 있는 매장지가 발견된 정착지로 구성되어 있으며, 지역 정착지에서 직접 만든 청동 물체가 발견되었다. 이 지역은 보이테흐 부딘스키-크리츠카(매장지)와 바츨라프 푸르마넥 (정착지)에 의해 탐험되었다.

## 참고자료
- Gedl, Marek (1985). 《Epoka brązu i wczesna epoka żelaza w Europie》 [유럽의 청동기 시대와 철기시대 초기] (폴란드어). 야기에우워 대학교, Institute of Archaeology.